# Blažejovice (Rozsochy)
Blažejovice (německy Blaschejowitz) jsou malá vesnice, část obce Rozsochy v okrese Žďár nad Sázavou. Nachází se asi 1 km na jih od Rozsoch. V roce 2009 zde bylo evidováno 19 adres. V roce 2001 zde trvale žilo 46 obyvatel.
Blažejovice leží v katastrálním území Blažejovice u Rozsoch o rozloze 1,25 km2.

## Název
Název se vyvíjel od varianty Blaziegowicz (1420), z Blazeyowiczek (1500), Blažiegowicžky (1609), Blažiowitz (1674, 1718), Blažiegowitz (1751), Blazieowitz a Blažěowicze (1846) až k podobám Blaschejowitz a Blažejovice v roce 1872. V 16. století se ves nazývala Blažejovičky. Místní jméno znamenalo ves lidí Blažejových.

## Přírodní poměry

### Vodstvo
Při severním okraji osady protéká říčka Nedvědička, která je pravostranným přítokem řeky Svratky.

## Pamětihodnosti
- Pomník obětem válek a pronásledovaným v letech 1939–1989[7]